# Manuela Kraller
Manuela Kraller (Ainring, 1º agosto 1981) è un soprano tedesca.
Ha guadagnato fama soprattutto come cantante della band symphonic metal Xandria, di cui è stata membro dal 2010 al 2013. La sua voce è da soprano.

## Biografia
Manuela Kraller ha iniziato a prendere lezioni di canto classico relativamente tardi, all'età di 23 anni, dopo aver cantato un brano classico in un coro in Finlandia mentre studiava Pedagogia.
Il suo entusiasmo per il canto, appena scoperto, è stato poi seguito da ulteriori impegni nei cori gospel e classici, nonché nelle chiese, dove ha anche cantato come solista. Tuttavia, poiché aveva una preferenza per la musica rock e metal fin dalla sua giovinezza, lei e un suo amico hanno iniziato a preparare cover e comporre canzoni, combinandole con elementi classici. È stata ispirata dalle band symphonic metal. A tutt'oggi annovera i Nightwish, i Kamelot e i Within Temptation tra le sue band preferite.
Nel 2008 Manuela Kraller è diventata la cantante della band svizzera Nagor Mar. Nello stesso anno entra a far parte del gruppo metal classico Haggard, con il quale ha maturato la sua prima esperienza su palchi di concerti più grandi, quando la band è andata più volte in tour in Europa e in America Latina.
Il 20 dicembre 2010 è stata presentata come la nuova cantante del gruppo metal sinfonico tedesco Xandria. Il 24 febbraio 2012 l'album Neverworld's End ha dato a Manuela Kraller il suo debutto con gli Xandria, seguito da tour europei congiunti con la band Epica (per due volte) e con i Kamelot.
Il 25 ottobre 2013 è stato annunciato che la Kraller avrebbe lasciato gli Xandria. Il motivo che ha fornito è stato quello di voler prendere una "direzione diversa" e di voler seguire la propria "strada musicale".
Il 12 gennaio 2014 è stato pubblicato il video della canzone Memories Fall dei Dark Sarah. Si tratta di un duetto di Manuela Kraller e del soprano finlandese Heidi Parviainen, che hanno avviato il progetto Dark Sarah nel 2012.
Nell'autunno 2014 la canzone At the Edge è apparsa nell'album Crisis Cult della band metal sinfonica tedesca Voices of Destiny, dove Manuela Kraller è apparsa come cantante ospite in un duetto con Ada Flechtner.
Nel 2019 annuncia la nascita del suo progetto solista Alanae. Il 30 ottobre 2020 pubblica su YouTube il video del primo singolo del progetto, dal titolo Return to elements.

## Discografia

### Xandria
Album in studio
- 2012 – Neverworld's End

Singoli
- 2012 – Valentine

### Dark Sarah
Singoli
- 2014 – Memories Fall
- 2016 – Rain

### Voices of Destiny
Singoli
- 2014 – At the Edge

### Alanae
Singoli
- 2020 – Return to elements